# Primera División w futsalu
Primera División jest najwyższą w hierarchii klasą ligowych rozgrywek w futsalu w Hiszpanii, będąc jednocześnie najwyższym szczeblem centralnym (I poziom ligowy). Jej triumfator zostaje Mistrzem Hiszpanii, zaś najsłabsze drużyny są relegowane do Segunda División. Obecnie zarządzana przez spółkę LNFS (Liga Nacional de Fútbol Sala). 

## Skład ligi w sezonie 2013/2014
| Klub                      | Miasto                   |
| ------------------------- | ------------------------ |
| Azkar Lugo                | Lugo                     |
| Burela Pescados Rubén     | Burela                   |
| Colegios Arenas G.C.      | Gáldar                   |
| ElPozo Murcia             | Murcja                   |
| FC Barcelona              | Barcelona                |
| Hospital de Llevant       | Manacor                  |
| Inter Movistar            | Alcalá de Henares        |
| Jaén Paraíso Interior     | Jaén                     |
| Magna Navarra             | Pampeluna                |
| Marfil Santa Coloma       | Santa Coloma de Gramenet |
| Montesinos Jumilla        | Jumilla                  |
| Peñíscola Bodegas Dunviro | Peñíscola                |
| Ríos Renovables R.N.      | Tudela                   |
| Santiago Futsal           | Santiago de Compostela   |
| Umacon Zaragoza           | Zaragoza                 |

## Mistrzowie Hiszpanii
| Sezon     | Mistrz                   |
| --------- | ------------------------ |
| 1989/1990 | Interviú Lloyd's         |
| 1990/1991 | Interviú Lloyd's         |
| 1991/1992 | Caja Toledo              |
| 1992/1993 | Pennzoil Marsanz         |
| 1993/1994 | Maspalomas Sol de Europa |
| 1994/1995 | Pinturas Lepanto         |
| 1995/1996 | Interviú Boomerang       |
| 1996/1997 | CLM Talavera             |
| 1997/1998 | ElPozo Murcia            |
| 1998/1999 | Caja Segovia             |
| 1999/2000 | Playas de Castellón      |
| 2000/2001 | Playas de Castellón      |
| 2001/2002 | Interviú Boomerang       |
| 2002/2003 | Interviú Boomerang       |
| 2003/2004 | Interviú Boomerang       |
| 2004/2005 | Interviú Boomerang       |
| 2005/2006 | ElPozo Murcia            |
| 2006/2007 | ElPozo Murcia            |
| 2007/2008 | Interviú Fadesa          |
| 2008/2009 | ElPozo Murcia            |
| 2009/2010 | ElPozo Murcia            |
| 2010/2011 | FC Barcelona             |
| 2011/2012 | FC Barcelona             |
| 2012/2013 | FC Barcelona             |
| 2013/2014 |                          |